# لی هه کیونگ
لی هه کیونگ (کره‌ای: 이혜경؛ زادهٔ ۱۲ ژانویهٔ ۱۹۹۶) جودوکار اهل کره جنوبی است. او در بازی‌های المپیک تابستانی ۲۰۲۴ برندهٔ مدال برنز شد.